# 31 oktober
31 oktober är den 304:e dagen på året i den gregorianska kalendern (305:e under skottår). Det återstår 61 dagar av året.

## Återkommande bemärkelsedagar

### Helgdagar
- Halloween, som firas på många platser på jorden
- Reformdagen eller den protestantiska kyrkans dag, som högtidlighålls i Chile sedan 2013
- Reformationsdagen i Tyskland

### Övrigt
- Grannens dag[1]
- Världsspardagen

## Namnsdagar

### I den svenska almanackan
- Nuvarande – Edit och Edgar
- Föregående i bokstavsordning
  - Edgar – Namnet infördes på dagens datum 1986 och har funnits där sedan dess.
  - Edit – Namnet infördes på dagens datum 1901 och har funnits där sedan dess.
  - Edor – Namnet infördes på dagens datum 1986, men utgick 1993.
  - Qvintinus – Namnet infördes, till minne av en romersk missionär och martyr i Gallien på 300-talet, på dagens datum 1680, men utgick 1901.
  - Wolfgang – Namnet fanns, till minne av en biskop i Regensburg på 900-talet, på dagens datum före 1680, då det utgick.
- Föregående i kronologisk ordning
  - Före 1680 – Wolfgang
  - 1680–1900 – Qvintinus
  - 1901–1985 – Edit
  - 1986–1992 – Edit, Edgar och Edor
  - 1993–2000 – Edit och Edgar
  - Från 2001 – Edit och Edgar
- Källor
  - Brylla, Eva (red.). Namnlängdsboken. Gjøvik: Norstedts ordbok, 2000 ISBN 91-7227-204-X
  - af Klintberg, Bengt. Namnen i almanackan. Gjøvik: Norstedts ordbok, 2001 ISBN 91-7227-292-9

### Finlandssvenska almanackan
- Nuvarande från 2025[2]) – Artur, Tristan
- I föregående revideringar[a][3]
  - 1929–2024 – Artur

## Händelser
- 475 – Romulus Augustulus utropas till Västroms kejsare.
- 683 – Kaba fattar eld och bränns ner under slaget om Mecka.
- 802 – Kejsarinnan Irene tvingas bort från tronen och förflyttas till Lesbos. Konspiratörerna sätter riksskattmästare Nikeforos på den bysantinska tronen.
- 1517 – Martin Luther anslår 95 teser på slottskyrkans port i Wittenberg, vilket blir inledningen till reformationen.
- 1822 – Kejsar Agustín de Iturbide försöker upplösa det mexikanska kejsardömets kongress.
- 1863 – De nyzeeländska krigen fortsätter när brittiska trupper i Nya Zeeland inleder invasionen av Waikato.
- 1864 – Nevada blir den 36:e delstaten att ingå i den amerikanska unionen.[4]
- 1878 – Eldkvarn, en byggnad som låg på platsen där Stockholms stadshus idag ligger, brinner.
- 1921 – Fédération Sportive Féminine Internationale grundas, Paris, första internationella damidrottsförbund för friidrott
- 1922 – Benito Mussolini blir Italiens premiärminister.
- 1940 – Andra världskriget: Slaget om Storbritannien tar slut. Storbritannien förhindrar en möjlig tysk invasion.
- 1941 – Mount Rushmore färdigställs efter 14 års arbete.
- 1956 – Suezkrisen: Franska och brittiska flygplan bombar Egypten för att framtvinga ett återöppnande av kanalen.
- 1961 – Josef Stalins kropp flyttas från Leninmausoleet till kremlmuren.
- 1984 – Indiens premiärminister Indira Gandhi mördas.
- 2000 – FN:s säkerhetsråds resolution 1325, som ska få medlemsländerna att inkludera genusperspektiv i sitt fredsarbete, antas.
- 2000 – Soyuz TM-31 skjuts upp. Den bär den första besättningen som ska bemanna den internationella rymdstationen.
- 2004 – Bosse Ringholm avgår som svensk finansminister och efterträds av Pär Nuder.
- 2006 – Umskalstunneln invigs, vilket ger Västerbottens län och Nordland fylke åretruntförbindelser.
- 2011 – Världens befolkning överstiger sju miljarder.
- 2016 – Påve Franciskus besöker Lund och Malmö för 500-årsminnet av reformationen.
- 2019 – Shuri-jos byggnader i eldsvåda.

## Födda
- 1622 – Pierre Puget, fransk målare och skulptör.
- 1632 – Jan Vermeer, nederländsk konstnär.
- 1705 – Clemens XIV, född Giovanni Vincenzo Antonio Ganganelli, påve 1769–1774.
- 1711 – Laura Bassi, italiensk forskare.
- 1714 – Hedvig Taube, svensk hovdam och grevinna.
- 1722 – Friedrike av Hessen-Kassel, tysk adelsdam.
- 1739 – James Gordon, irländsk-amerikansk politiker, kongressledamot 1791–1795.
- 1740 – William Paca, amerikansk jurist och politiker.
- 1760 – Hokusai, japansk ukiyo-ekonstnär.
- 1776 – Francis Locke, amerikansk politiker, senator (North Carolina) 1814–1815.
- 1785 – Jakob Henrik Zidén, finländsk militär.
- 1795 – John Keats, brittisk poet.
- 1815 – Karl Weierstrass, tysk matematiker.
- 1819 – Alexander Randall, amerikansk politiker och diplomat.
- 1825 – Charles Croswell, amerikansk politiker, guvernör i Michigan 1877–1881.
- 1835
  - Adelbert Ames, amerikansk general och republikansk politiker, guvernör i Mississippi 1868–1870 och 1874–1876.
  - Adolf von Baeyer, tysk kemist, mottagare av Nobelpriset i kemi 1905.
- 1851 – Louise av Sverige, drottning av Danmark 1906–1912, gift med Fredrik VIII.
- 1877 – Josiah O. Wolcott, amerikansk demokratisk politiker och jurist, senator (Delaware) 1917–1921.
- 1883
  - Hilma Barcklind, svensk operasångare.
  - Anthony Wilding, nyzeeländsk tennisspelare.
- 1887 – Chiang Kai-shek, kinesisk militär och statsman.
- 1892 – Olof Thiel, svensk filmproducent och kompositör.
- 1895 – Basil Liddell Hart, brittisk officer och militärhistoriker
- 1899 – Nadezjda Mandelsjtam, rysk författare.
- 1902 – Abraham Wald, rumänsk statistiker och nationalekonom.
- 1908 – Birger Lensander, svensk skådespelare.
- 1914 – Robert E. Smylie, amerikansk republikansk politiker, guvernör i Idaho 1955–1967.
- 1916 – Carl Johan Bernadotte, greve, farbror till kung Carl XVI Gustaf.
- 1918 – Marianne Höök, svensk  journalist, författare och översättare.
- 1918 – Griffin B. Bell, amerikansk jurist och politiker, USA:s justitieminister 1977–1979.
- 1920
  - Helmut Newton, tysk-amerikansk fotograf och konstnär.
  - Gunnar Gren, ”Il professore”, svensk fotbollsspelare, OS-guld 1948, VM-silver 1958 bland annat.
- 1922
  - Barbara Bel Geddes, amerikansk skådespelare.
  - Norodom Sihanouk, Kambodjas kung 1993–2004.
  - Karin Walton, svensk skådespelare.
- 1924 – Lars Widding, svensk journalist och författare.
- 1925
  - Charles Moore, amerikansk arkitekt, representant för postmodernismen.
  - Roger Nimier, fransk författare
  - John Pople, brittisk matematiker och kemist, mottagare av Nobelpriset i kemi 1998.
- 1927 – Lee Grant, amerikansk skådespelare.
- 1928 – Roy Romer, amerikansk demokratisk politiker, guvernör i Colorado 1987–1999.
- 1929 – Bud Spencer, italiensk skådespelare.
- 1930 – Michael Collins, amerikansk astronaut.
- 1934
  - Prinsessan Margaretha, kung Carl XVI Gustafs syster.
  - Donya Feuer, amerikansk svensk koreograf, dansare, manusförfattare och regissör.
  - Fillie Lyckow, svensk skådespelare.
- 1936 – Michael Landon, amerikansk skådespelare, manusförfattare, regissör och sångare.
- 1939 – Ron Rifkin, amerikansk skådespelare.
- 1943 – Annel Maria Johansson, svensk koreograf och dansare.
- 1944 – Kinky Friedman, amerikansk deckarförfattare och countrysångare.
- 1946 – Stephen Rea, brittisk skådespelare.
- 1948 – Michael Kitchen, brittisk skådespelare.
- 1949 – Frank Silva, amerikansk kulissarbetare och skådespelare.
- 1950
  - John Candy, amerikansk-kanadensisk skådespelare.
  - Zaha Hadid, brittisk dekonstruktivistisk arkitekt.
- 1952 – Jane Wymark, brittisk skådespelare, mest känd i rollen som Joyce Barnaby i tv-serien Morden i Midsomer.
- 1954 – Gojko Janković, bosnienserbisk milisman, krigsbrottsling.
- 1955 – John Barrow, amerikansk demokratisk politiker, kongressledamot 2005–.
- 1959
  - Mats Näslund, svensk ishockeyspelare.
  - Neal Stephenson, amerikansk science fiction-författare.
  - Michael DeLorenzo, amerikansk skådespelare.
- 1960 – Luis Fortuño, Puerto Ricos guvernör 2009–2013.
- 1961
  - Peter Jackson, nyzeeländsk regissör och skådespelare.
  - Max Lundqvist, svensk skådespelare.
  - Larry Mullen Jr, irländsk musiker, trummis i U2.
- 1962 – Mari Jungstedt, svensk deckarförfattare.
- 1963 – Mikkey Dee, svensk trummis.
- 1966 – Adam "Ad-Rock" Horovitz, amerikansk hiphopmusiker.
- 1970 – Malin Berggren, svensk sångare.
- 1973 – Beverly Lynne, amerikansk skådespelare.
- 1974 – David Dencik, dansk-svensk skådespelare.
- 1976
  - José María Gutiérrez, spansk fotbollsspelare.
  - Piper Perabo, amerikansk skådespelare.
- 1978 – Heidi Kackur, finländsk fotbollsspelare.
- 1979 – Ricardo Fuller, jamaicansk fotbollsspelare.
- 1980
  - Samaire Armstrong, amerikansk skådespelare.
  - Eddie Kaye Thomas, amerikansk skådespelare.
  - Isabella Summers, brittisk producent
- 1981 – Frank Iero, gitarrist i amerikanska bandet My Chemical Romance.
- 1987 – Ivan Buljubašić, kroatisk vattenpolospelare.
- 1990 – J.I.D, amerikansk rappare.
- 2000 – Willow Smith, amerikansk skådespelerska och sångerska.
- 2005 – Leonor, spansk prinsessa.

## Avlidna
- 657 – Klodvig II, frankisk kung av Neustrien och Burgund
- 1617 – Alfonso Rodriguez, spansk lekman inom Jesuitorden, helgon
- 1793 – Jacques Pierre Brissot, fransk politiker och journalist
- 1834 – Éleuthère Irénée du Pont, fransk-amerikansk kemist och industrialist
- 1858 – Carl Thomas Mozart, son till Wolfgang Amadeus Mozart och Constanze Mozart.
- 1882 – Gustaf Haqvinius, svensk skådespelare och teaterchef
- 1897 – Wilhelm Flensburg, svensk biskop
- 1898 – Joseph R. West, amerikansk republikansk politiker och general, senator (Louisiana)
- 1926 – Harry Houdini, ungersk-amerikansk magiker
- 1950 – Octávio Pinto, brasiliansk arkitekt och kompositör
- 1971 – Wilma Malmlöf, svensk skådespelare
- 1977 – Séverine Ferrer, fransk sångare
- 1979 – Edvin Adolphson, svensk skådespelare
- 1984 – Indira Gandhi, indisk politiker, premiärminister
- 1986 – Robert Mulliken, amerikansk kemist och fysiker, mottagare av Nobelpriset i kemi 1966
- 1988 – John Houseman, amerikansk skådespelare och regissör
- 1993
  - Federico Fellini, italiensk regissör
  - River Phoenix, amerikansk skådespelare
- 2000 – Björn Alke, svensk kompositör
- 2002 – Lionel Poilâne, fransk bagare
- 2003
  - Kamato Hongo, japansk långlevare
  - Richard Neustadt, amerikansk historiker och statsvetare
- 2005 – Carl Zetterström, svensk skriftställare, författare
- 2006 – Pieter Willem Botha, Sydafrikas före detta president och premiärminister
- 2007 – Per Ericson, svensk journalist och författare, verksam som ledarskribent i Svenska Dagbladet
- 2009 – Qian Xuesen, kinesisk rymdforskare
- 2011
  - Flórián Albert, ungersk fotbollsspelare
  - Ali Saibou, nigerisk militär, president
- 2012
  - John Fitch, amerikansk racerförare
  - John H. Reed, amerikansk republikansk politiker och diplomat, Maines guvernör
- 2013 – Johnny Kucks, amerikansk basebollspelare
- 2014 – Käbi Laretei, estnisk-svensk pianist och författare
- 2020
  - Sean Connery, brittisk skådespelare och producent
  - Gustav Wiklund, svensk regissör, manusförfattare, regiassistent och inspelningsledare
- 2023 – Mel Sembler, amerikansk affärsman och diplomat